# Изтаев, Максат Байбусинович
Максат Байбусинович Изтаев (каз. Ізтаев Мақсат Байболсынұлы; 21 мая 1975, Красноводск, Туркменская ССР) — казахстанский футболист и игрок в мини-футбол, бронзовый призер чемпионата Азии (в Малайзии) 1999, чемпион Казахстана полузащитник (в мини-футболе — нападающий), тренер. Мастер спорта Республики Казахстан международного класса.

## Биография
Первый тренер (в Туркменистане) — Аразмамедов Сапар Мамедович. Позднее занимался футболом в Казахстане, воспитанник команды «Труд» г. Шевченко под руководством тренеров Семенова Валерия Павловича и Волченко Николая Владимировича.
Выступал за клубы чемпионата Казахстана по мини-футболу «Мунайши», «Каскор», «Актау», «Казтрансойл» (все — Актау), «Озенмунайгаз» (Жанаозен).
Выступал за сборную Казахстана по мини-футболу[уточнить].
По состоянию на 2017 год работал главным тренером МФК «Мангыстау» (Актау).
В 2010-е годы также принимает участие в ветеранских турнирах и в местных соревнованиях на уровне чемпионата города и области.
В большом футболе сыграл один матч за «Мангыстау» в первой лиге Казахстана в 2000 году.
Достижения в карьере:
- Обладатель Кубка Казахстана по мини-футболу 1996 («Мунайши»), 1997 («Каскор»)[источник не указан 2341 день]
- Чемпион Казахстана по мини-футболу 1998 («Актау»)[источник не указан 2341 день]
- Бронзовый призёр чемпионата Азии (в Малайзии) по мини-футболу в составе сборной Казахстана (1999)[источник не указан 2341 день]
- Неоднократно становился серебряным и бронзовым призёром чемпионатов Казахстана по мини-футболу (1995—1999)[источник не указан 2341 день]

Личные достижения:
- лучший нападающий чемпионата Казахстана 1996 года[источник не указан 2341 день]
- лучший бомбардир команды «Казтрансойл» и второй снайпер в чемпионате РК (40 голов за сезон 2001—2002)[источник не указан 2341 день]
- лучший бомбардир в сборной Казахстана на чемпионате Азии 2001 года в Иране (6 голов)[источник не указан 2341 день]

## Личная жизнь
Женат, имеет 3 детей. Живёт в г. Актау, Республика Казахстан.